# Szőlősgyörök
Szőlősgyörök là một thị trấn thuộc hạt Somogy, Hungary. Thị trấn này có diện tích 18,63 km², dân số năm 2010 là 1212 người, mật độ 65 người/km².